# Eredivisie
O Campeonato Neerlandês de Futebol, já largamente conhecido como Campeonato Holandês e atualmente nomeado como Eredivisie (Divisão Honorária), é a mais importante liga de futebol dos Países Baixos. Nessa liga é disputado o campeonato nacional dos Países Baixos.
O Ajax é o clube com mais títulos, 36. Ele é seguido pelo PSV com 25 e o Feyenoord com 16. Desde 1965, estes três clubes revezam-se vencendo todos títulos, com exceção das temporadas 1980–81 e 2008–09, conquistadas pelo AZ Alkmaar, e da temporada 2009–10, conquistada pelo Twente.
A conhecida denominação Campeonato Holandês é incorreta pois a região da Holanda se limita a apenas duas províncias dos Países Baixos e, uma vez que o Campeonato abrange as outras áreas daquela nação, deve ser referido como Campeonato Neerlandês. Como exemplo, a sede do PSV fica na cidade de Eindhoven, que não se situa nem na Holanda do Norte, nem na do Sul, e sim no Brabante do Norte.

## História

### O Início
De 1897 até 1954, o futebol neerlandês conhecia apenas o amadorismo. O campeonato nacional era disputado entre os campeões dos vários distritos numa espécie de "liga dos campeões". Em 1954–55, a primeira temporada de futebol profissional nos Países Baixos, o mesmo sistema foi usado. Um ano depois, também entraram nesta "liga dos campeões" os segundos colocados das quatro regiões. Em 1956–57, começou a Eredivisie como é conhecida hoje: com uma liga nacional para disputar o campeonato.

### Mudança de Nomes
Em 1990, a companhia postal dos Países Baixos tornou-se patrocinadora da Eredivisie e o campeonato passou a ser chamado PTT-Telecompetitie. Em 1999, isso mudou para KPN-Telecompetitie e um ano depois para KPN-Eredivisie. De 2002 a 2005, o nome usado foi Holland Casino Eredivisie. Apesar (ou talvez por causa) de todas essas mudanças e todos os nomes diferentes, a liga ainda é conhecida como Eredivisie.

## Estrutura
Na Eredivisie há 18 times disputando o título de campeão nacional. Normalmente, a disputa começa em agosto e o último jogo é disputado em maio. Nos anos em que há uma Copa do Mundo ou uma Eurocopa, o último jogo é disputado um pouco mais cedo com relação ao calendário usual.

### Campeão
O melhor time da liga ganha o título de "campeão do futebol profissional dos Países Baixos". Atualmente, o campeão ganha uma vaga direta na Liga dos Campeões da UEFA.

### Play-offs
Desde a temporada 2005–06, a segunda vaga para a fase eliminatória da Liga dos Campeões da UEFA e as vagas para a Copa da UEFA são disputadas em play-offs.
Liga dos Campeões e Copa UEFAÉ disputado um torneio eliminatório entre o 2º, 3º, 4º e 5º classificados do campeonato. O vencedor apura-se para a Liga dos Campeões e os restantes ficam com as vagas para a Copa UEFA.
|  | Meias-finais | Meias-finais | Meias-finais |  |  | Final      | Final | Final |
|  |              |              |              |  |  |            |       |       |
|  | 1            | 2º colocado  |              |  |  |            |       |       |
|  | 4            | 5º colocado  |              |  |  |            |       |       |
|  |              |              |              |  |  | Vencedor 1 |       |       |
|  |              |              | Vencedor 2   |  |  |            |       |       |
|  | 2            | 3º colocado  |              |  |  |            |       |       |
|  | 3            | 4º colocado  |              |  |  |            |       |       |

Copa Intertoto da UEFAOs clubes colocados entre a 6ª e a 9ª posições também disputam um torneio eliminatório, porém somente o vencedor garante vaga na Copa Intertoto.
|  | Meias-finais | Meias-finais | Meias-finais |  |  | Final      | Final | Final |
|  |              |              |              |  |  |            |       |       |
|  | 1            | 6º colocado  |              |  |  |            |       |       |
|  | 4            | 9º colocado  |              |  |  |            |       |       |
|  |              |              |              |  |  | Vencedor 1 |       |       |
|  |              |              | Vencedor 2   |  |  |            |       |       |
|  | 2            | 7º colocado  |              |  |  |            |       |       |
|  | 3            | 8º colocado  |              |  |  |            |       |       |

## Rebaixamento
O último classificado (18º) é automaticamente relegado à 2ª divisão (Eerste divisie). Os clubes nas 16ª e 17ª posições jogam um torneio playoff chamado Nacompetitie, com a participação dos clubes classificados (em geral) entre a 2ª e a 9ª posições da Eerste divisie (o 1º colocado é excluído por já ter garantida a presença na edição seguinte da 1ª divisão). O vencedor deste torneio tem também garantida a presença na 1ª divisão.

## Campeões por ano

### Primeira Divisão
| Temporada | Campeão              | Gols | Artilheiro                                                       |
| --------- | -------------------- | ---- | ---------------------------------------------------------------- |
| 1888–89   | competição inoficial |      |                                                                  |
| 1889–90   | competição inoficial |      |                                                                  |
| 1890–91   | HVV                  |      |                                                                  |
| 1891–92   | RAP                  |      |                                                                  |
| 1892–93   | not finished         |      |                                                                  |
| 1893–94   | RAP                  |      |                                                                  |
| 1894–95   | HFC                  |      |                                                                  |
| 1895–96   | HVV                  |      |                                                                  |
| 1896–97   | RAP                  |      |                                                                  |
| 1897–98   | RAP                  |      |                                                                  |
| 1898–99   | RAP                  |      |                                                                  |
| 1899–00   | HVV                  |      |                                                                  |
| 1900–01   | HVV                  |      |                                                                  |
| 1901–02   | HVV                  |      |                                                                  |
| 1902–03   | HVV                  |      |                                                                  |
| 1903–04   | HBS                  |      |                                                                  |
| 1904–05   | HVV                  |      |                                                                  |
| 1905–06   | HBS                  |      |                                                                  |
| 1906–07   | HVV                  |      |                                                                  |
| 1907–08   | Quick                |      |                                                                  |
| 1908–09   | Sparta Rotterdam     |      |                                                                  |
| 1909–10   | HVV                  |      |                                                                  |
| 1910–11   | Sparta Rotterdam     |      |                                                                  |
| 1911–12   | Sparta Rotterdam     |      |                                                                  |
| 1912–13   | Sparta Rotterdam     |      |                                                                  |
| 1913–14   | HVV                  |      |                                                                  |
| 1914–15   | Sparta Rotterdam     |      |                                                                  |
| 1915–16   | Willem II            |      |                                                                  |
| 1916–17   | Go Ahead Eagles      |      |                                                                  |
| 1917–18   | Ajax                 |      |                                                                  |
| 1918–19   | Ajax                 |      |                                                                  |
| 1919–20   | Groningen            |      |                                                                  |
| 1920–21   | NAC Breda            |      |                                                                  |
| 1921–22   | Go Ahead Eagles      |      |                                                                  |
| 1922–23   | RCH                  |      |                                                                  |
| 1923–24   | Feyenoord            |      |                                                                  |
| 1924–25   | H.B.S.               |      |                                                                  |
| 1925–26   | SC Enschede          |      |                                                                  |
| 1926–27   | Heracles             |      |                                                                  |
| 1927–28   | Feyenoord            |      |                                                                  |
| 1928–29   | PSV Eindhoven        |      |                                                                  |
| 1929–30   | Go Ahead Eagles      |      |                                                                  |
| 1930–31   | Ajax                 |      |                                                                  |
| 1931–32   | Ajax                 |      |                                                                  |
| 1932–33   | Go Ahead Eagles      |      |                                                                  |
| 1933–34   | Ajax                 |      |                                                                  |
| 1934–35   | PSV Eindhoven        |      |                                                                  |
| 1935–36   | Feyenoord            |      |                                                                  |
| 1936–37   | Ajax                 |      |                                                                  |
| 1937–38   | Feyenoord            |      |                                                                  |
| 1938–39   | Ajax                 |      |                                                                  |
| 1939–40   | Feyenoord            |      |                                                                  |
| 1940–41   | Heracles             |      |                                                                  |
| 1941–42   | ADO Den Haag         |      |                                                                  |
| 1942–43   | ADO Den Haag         |      |                                                                  |
| 1943–44   | De Volewijckers      |      |                                                                  |
| 1945–46   | Haarlem              |      |                                                                  |
| 1946–47   | Ajax                 |      |                                                                  |
| 1947–48   | BVV                  |      |                                                                  |
| 1948–49   | SVV (Schiedam)       |      |                                                                  |
| 1949–50   | Limburgia            |      |                                                                  |
| 1950–51   | PSV Eindhoven        |      |                                                                  |
| 1951–52   | Willem II            |      |                                                                  |
| 1952–53   | RCH                  |      |                                                                  |
| 1953–54   | Eindhoven            |      |                                                                  |
| 1954–55   | Willem II            |      |                                                                  |
| 1955–56   | Roda JC              |      |                                                                  |
| 1956–57   | Ajax                 | 43   | Coen Dillen (PSV Eindhoven)                                      |
| 1957–58   | DOS                  | 32   | Leo Canjels (NAC Breda)                                          |
| 1958–59   | Sparta Rotterdam     | 34   | Leo Canjels (NAC Breda)                                          |
| 1959–60   | Ajax                 | 38   | Henk Groot (Ajax)                                                |
| 1960–61   | Feyenoord            | 41   | Henk Groot (Ajax)                                                |
| 1961–62   | Feyenoord            | 27   | Dick Tol (FC Volendam)                                           |
| 1962–63   | PSV Eindhoven        | 22   | Pierre Kerkhofs (PSV Eindhoven)                                  |
| 1963–64   | DWS                  | 28   | Frans Geurtsen (DWS)                                             |
| 1964–65   | Feyenoord            | 23   | Frans Geurtsen (DWS)                                             |
| 1965–66   | Ajax                 | 23   | Willy van der Kuijlen (PSV Eindhoven) / Piet Kruiver (Feyenoord) |
| 1966–67   | Ajax                 | 33   | Johan Cruijff (Ajax)                                             |
| 1967–68   | Ajax                 | 28   | Ove Kindvall (Feyenoord)                                         |
| 1968–69   | Feyenoord            | 30   | Dick van Dijk (FC Twente) / Ove Kindvall (Feyenoord)             |
| 1969–70   | Ajax                 | 26   | Willy van der Kuijlen (PSV Eindhoven)                            |
| 1970–71   | Feyenoord            | 24   | Ove Kindvall (Feyenoord)                                         |
| 1971–72   | Ajax                 | 25   | Johan Cruijff (Ajax)                                             |
| 1972–73   | Ajax                 | 18   | Cas Janssens (N.E.C.)/ Willy Brokamp (MVV Maastricht)            |
| 1973–74   | Feyenoord            | 27   | Willy van der Kuijlen (PSV Eindhoven)                            |
| 1974–75   | PSV Eindhoven        | 30   | Ruud Geels (Ajax)                                                |
| 1975–76   | PSV Eindhoven        | 29   | Ruud Geels (Ajax)                                                |
| 1976–77   | Ajax                 | 34   | Ruud Geels (Ajax)                                                |
| 1977–78   | PSV Eindhoven        | 30   | Ruud Geels (Ajax)                                                |
| 1978–79   | Ajax                 | 34   | Kees Kist (AZ Alkmaar)                                           |
| 1979–80   | Ajax                 | 27   | Kees Kist (AZ Alkmaar)                                           |
| 1980–81   | AZ Alkmaar           | 22   | Ruud Geels (Sparta Rotterdam)                                    |
| 1981–82   | Ajax                 | 32   | Wim Kieft (Ajax)                                                 |
| 1982–83   | Ajax                 | 30   | Peter Houtman (Feyenoord)                                        |
| 1983–84   | Feyenoord            | 28   | Marco van Basten (Ajax)                                          |
| 1984–85   | Ajax                 | 22   | Marco van Basten (Ajax)                                          |
| 1985–86   | PSV Eindhoven        | 37   | Marco van Basten (Ajax)                                          |
| 1986–87   | PSV Eindhoven        | 31   | Marco van Basten (Ajax)                                          |
| 1987–88   | PSV Eindhoven        | 29   | Wim Kieft (PSV Eindhoven)                                        |
| 1988–89   | PSV Eindhoven        | 19   | Romário (PSV Eindhoven)                                          |
| 1989–90   | Ajax                 | 29   | Romário (PSV Eindhoven)                                          |
| 1990–91   | PSV Eindhoven        | 25   | Romário (PSV Eindhoven) / Dennis Bergkamp (Ajax)                 |
| 1991–92   | PSV Eindhoven        | 22   | Dennis Bergkamp (Ajax)                                           |
| 1992–93   | Feyenoord            | 26   | Dennis Bergkamp (Ajax)                                           |
| 1993–94   | Ajax                 | 26   | Jari Litmanen (Ajax)                                             |
| 1994–95   | Ajax                 | 30   | Ronaldo (PSV Eindhoven)                                          |
| 1995–96   | Ajax                 | 21   | Luc Nilis (PSV Eindhoven)                                        |
| 1996–97   | PSV Eindhoven        | 21   | Luc Nilis (PSV Eindhoven)                                        |
| 1997–98   | Ajax                 | 34   | Nikos Machlas (Vitesse Arnhem)                                   |
| 1998–99   | Feyenoord            | 31   | Ruud van Nistelrooy (PSV Eindhoven)                              |
| 1999–00   | PSV Eindhoven        | 29   | Ruud van Nistelrooy (PSV Eindhoven)                              |
| 2000–01   | PSV Eindhoven        | 24   | Mateja Kežman (PSV Eindhoven)                                    |
| 2001–02   | Ajax                 | 24   | Pierre van Hooijdonk (Feyenoord)                                 |
| 2002–03   | PSV Eindhoven        | 35   | Mateja Kežman (PSV Eindhoven)                                    |
| 2003–04   | Ajax                 | 31   | Mateja Kežman (PSV Eindhoven)                                    |
| 2004–05   | PSV Eindhoven        | 29   | Dirk Kuyt (Feyenoord)                                            |
| 2005–06   | PSV Eindhoven        | 33   | Klaas-Jan Huntelaar (SC Heerenveen 17) / (Ajax 16)               |
| 2006–07   | PSV Eindhoven        | 34   | Afonso Alves (SC Heerenveen)                                     |
| 2007–08   | PSV Eindhoven        | 33   | Klaas-Jan Huntelaar (Ajax)                                       |
| 2008–09   | AZ Alkmaar           | 23   | Mounir El Hamdaoui (AZ Alkmaar) / Luis Suárez (Ajax)             |
| 2009–10   | FC Twente            | 35   | Luis Suárez (Ajax)                                               |
| 2010–11   | Ajax                 | 23   | Björn Vleminckx (N.E.C.)                                         |
| 2011–12   | Ajax                 | 32   | Bas Dost (SC Heerenveen)                                         |
| 2012–13   | Ajax                 | 31   | Wilfried Bony (Vitesse)                                          |
| 2013–14   | Ajax                 | 29   | Alfreð Finnbogason (SC Heerenveen)                               |
| 2014–15   | PSV Eindhoven        | 22   | Memphis Depay (PSV Eindhoven)                                    |
| 2015–16   | PSV Eindhoven        | 27   | Vincent Janssen (AZ Alkmaar)                                     |
| 2016–17   | Feyenoord            | 21   | Nicolai Jørgensen (Feynoord)                                     |
| 2017–18   | PSV Eindhoven        | 21   | Alireza Jahanbakhsh (AZ Alkmaar)                                 |
| 2018–19   | Ajax                 | 28   | Luuk de Jong (PSV Eindhoven)                                     |
| 2019–20   | Ajax                 | 15   | Steven Berghuis (Feyenoord) / Cyriel Dessers (Heracles)          |
| 2020–21   | Ajax                 | 26   | Giorgos Giakoumakis (VVV-Venlo)                                  |
| 2021–22   | Ajax                 | 21   | Sébastien Haller (Ajax)                                          |
| 2022–23   | Feyenoord            | 19   | Xavi Simons (PSV Eindhoven) / Anastasios Douvikas (Utrecht)      |
| 2023–24   | PSV Eindhoven        | 29   | Luuk de Jong (PSV Eindhoven) / Vangelis Pavlidis (AZ Alkmaar)    |
| 2024–25   | PSV Eindhoven        | 24   | Sem Steijn (Twente)                                              |

## Títulos por clube
| Equipe           | Títulos | Vices | Anos em que venceu |
| ---------------- | ------- | ----- | --- |
| Ajax             | 36      | 24    | 1917–18, 1918–19, 1930–31, 1931–32, 1933–34, 1936–37, 1938–39, 1946–47, 1956–57, 1959–60, 1965–66, 1966–67, 1967–68, 1969–70, 1971–72, 1972–73, 1976–77, 1978–79, 1979–80, 1981–82, 1982–83, 1984–85, 1989–90, 1993–94, 1994–95, 1995–96, 1997–98, 2001–02, 2003–04, 2010–11, 2011–12, 2012–13, 2013–14, 2018–19, 2020–21, 2021–22 |
| PSV Eindhoven    | 26      | 16    | 1928–29, 1934–35, 1950–51, 1962–63, 1974–75, 1975–76, 1977–78, 1985–86, 1986–87, 1987–88, 1988–89, 1990–91, 1991–92, 1996–97, 1999–00, 2000–01, 2002–03, 2004–05, 2005–06, 2006–07, 2007–08, 2014–15, 2015–16, 2017–18, 2023–24, 2024–25                                                                                           |
| Feyenoord        | 16      | 22    | 1923–24, 1927–28, 1935–36, 1937–38, 1939–40, 1960–61, 1961–62, 1964–65, 1968–69, 1970–71, 1973–74, 1983–84, 1992–93, 1998–99, 2016–17, 2022–23 |
| HVV Den Haag     | 10      | 1     | 1890–91, 1895–96, 1899–00, 1900–01, 1901–02, 1902–03, 1904–05, 1906–07, 1909–10, 1913–14 |
| Sparta Rotterdam | 6       | –     | 1908–09, 1910–11, 1911–12, 1912–13, 1914–15, 1958–59 |
| RAP              | 5       | 3     | 1891–92, 1893–94, 1896–97, 1897–98, 1898–99 |
| Go Ahead Eagles  | 4       | 5     | 1916–17, 1921–22, 1929–30, 1932–33 |
| AZ Alkmaar       | 2       | 2     | 1980-81, 2008-09 |
| Twente           | 1       | 3     | 2009-10 |

### Segunda Divisão
| Temporada | Clube                   |
| --------- | ----------------------- |
| 1956–57   | ADO Den Haag/Blauw-Wit  |
| 1957–58   | Willem II/SHS           |
| 1958–59   | FC Volendam/Sittardia   |
| 1959–60   | GVAV/AZ Alkmaar         |
| 1960–61   | Volendam/Blauw Wit      |
| 1961–62   | Fortuna Vl./SC Heracles |
| 1962–63   | DWS Amsterdam           |
| 1963–64   | Sittardia               |
| 1964–65   | Willem II               |
| 1965–66   | Sittardia               |
| 1966–67   | FC Volendam             |
| 1967–68   | Holland Sport           |
| 1968–69   | SVV                     |
| 1969–70   | FC Volendam             |
| 1970–71   | FC Den Bosch            |
| 1971–72   | Haarlem                 |
| 1972–73   | Roda JC                 |
| 1973–74   | Excelsior               |
| 1974–75   | NEC                     |
| 1975–76   | Haarlem                 |
| 1976–77   | Vitesse                 |
| 1977–78   | PEC Zwolle              |
| 1978–79   | Excelsior               |
| 1979–80   | FC Groningen            |
| 1980–81   | Haarlem                 |
| 1981–82   | Helmond Sport           |
| 1982–83   | FC Dordrecht            |
| 1983–84   | MVV                     |
| 1984–85   | SC Heracles             |
| 1985–86   | FC Den Haag             |
| 1986–87   | FC Volendam             |
| 1987–88   | RKC Waalwijk            |
| 1988–89   | Vitesse                 |
| 1989–90   | SVV                     |
| 1990–91   | De Graafschap           |
| 1991–92   | Cambuur Leeuwarden      |
| 1992–93   | VVV-Venlo               |
| 1993–94   | Dordrecht'90            |
| 1994–95   | Fortuna Sittard         |
| 1995–96   | AZ Alkmaar              |
| 1996–97   | MVV                     |
| 1997–98   | AZ Alkmaar              |
| 1998–99   | FC Den Bosch            |
| 1999–00   | NAC Breda               |
| 2000–01   | FC Den Bosch            |
| 2001–02   | FC Zwolle               |
| 2002–03   | ADO Den Haag            |
| 2003–04   | FC Den Bosch            |
| 2004–05   | Heracles Almelo         |
| 2005–06   | Excelsior               |
| 2006–07   | De Graafschap           |
| 2007–08   | RKC                     |